# Betlhem Desalegn
Betlhem Desalegn Belayneh (arab. بيتليم ديسالجين بلينا ; ur. jako Maryam Mubarak Abdullah 13 listopada 1991 w Addis Abebie) – reprezentująca Zjednoczone Emiraty Arabskie lekkoatletka pochodzenia etiopskiego, specjalistka od biegów średnich i długich, uczestniczka igrzysk olimpijskich, rekordzistka kraju.
W 2010 zdobyła brąz mistrzostw Azji zachodniej i biegła w finale na 1500 metrów podczas igrzysk azjatyckich w Kantonie. Piąta zawodniczka na 1500 i 5000 metrów w trakcie trwania mistrzostw Azji w Kobe (2011). W tym samym roku sięgnęła po srebro i brąz na igrzyskach panarabskich w Dosze. Na początku 2012 zdobyła dwa srebra (1500 i 3000 metrów) halowych mistrzostw Azji w Hangzhou. W tym samym roku bez powodzenia startowała na halowych mistrzostwach świata i na igrzyskach olimpijskich. Dwukrotna złota medalistka mistrzostw Azji Zachodniej z grudnia 2012. W maju 2013 zdobyła złoto mistrzostw panarabskich w biegu na 5000 metrów oraz była trzecia na dystansie 1500 metrów. Dwa miesiące później została podwójną mistrzynią Azji (1500 i 5000 metrów). Srebrna i brązowa medalistka igrzysk solidarności islamskiej (2013). W 2014 zdobyła dwa srebrne medale halowych mistrzostw Azji. Niecały miesiąc później zajęła 6. miejsce w biegu na 3000 metrów podczas halowych mistrzostw świata. Podwójna złota medalistka mistrzostw Azji z 2015. W 2016 dwukrotnie stawała na najwyższym stopniu podium halowych mistrzostw Azji w Doha. Stawała na podium otwartych mistrzostw Malezji.

## Osiągnięcia
| Rok  | Impreza                                   | Miejsce      | Konkurencja                  | Lokata      | Wynik    |
| ---- | ----------------------------------------- | ------------ | ---------------------------- | ----------- | -------- |
| 2010 | Mistrzostwa Azji Zachodniej               | Aleppo       | bieg na 1500 metrów          | 3. miejsce  | 4:29,24  |
| 2010 | Igrzyska azjatyckie                       | Kanton       | bieg na 800 metrów           | eliminacje  | 2:10,80  |
| 2010 | Igrzyska azjatyckie                       | Kanton       | bieg na 1500 metrów          | 8. miejsce  | 4:19,99  |
| 2011 | Mistrzostwa świata w biegach przełajowych | Punta Umbría | bieg seniorek (8 kilometrów) | 62. miejsce | 27:44    |
| 2011 | Mistrzostwa Azji                          | Kobe         | bieg na 1500 metrów          | 5. miejsce  | 4:24,38  |
| 2011 | Mistrzostwa Azji                          | Kobe         | bieg na 5000 metrów          | 5. miejsce  | 16:04,98 |
| 2011 | Mistrzostwa panarabskie                   | Al-Ajn       | bieg na 800 metrów           | 4. miejsce  | 2:10,39  |
| 2011 | Mistrzostwa panarabskie                   | Al-Ajn       | bieg na 1500 metrów          | 4. miejsce  | 4:24,01  |
| 2011 | Igrzyska panarabskie                      | Doha         | bieg na 1500 metrów          | 3. miejsce  | 4:21,50  |
| 2011 | Igrzyska panarabskie                      | Doha         | bieg na 5000 metrów          | 2. miejsce  | 16:12,71 |
| 2012 | Halowe mistrzostwa Azji                   | Hangzhou     | bieg na 1500 metrów          | 2. miejsce  | 4:16,97  |
| 2012 | Halowe mistrzostwa Azji                   | Hangzhou     | bieg na 3000 metrów          | 2. miejsce  | 8:53,56  |
| 2012 | Halowe mistrzostwa świata                 | Stambuł      | bieg na 3000 metrów          | eliminacje  | 9:12,63  |
| 2012 | Igrzyska olimpijskie                      | Londyn       | bieg na 1500 metrów          | eliminacje  | 4:14,07  |
| 2012 | Mistrzostwa Azji Zachodniej               | Dubaj        | bieg na 800 metrów           | 1. miejsce  | 2:14,30  |
| 2012 | Mistrzostwa Azji Zachodniej               | Dubaj        | bieg na 1500 metrów          | 1. miejsce  | 4:32,92  |
| 2013 | Mistrzostwa panarabskie                   | Doha         | bieg na 5000 metrów          | 1. miejsce  | 15:48,59 |
| 2013 | Mistrzostwa panarabskie                   | Doha         | bieg na 1500 metrów          | 3. miejsce  | 4:55,23  |
| 2013 | Mistrzostwa Azji                          | Pune         | bieg na 1500 metrów          | 1. miejsce  | 4:13,67  |
| 2013 | Mistrzostwa Azji                          | Pune         | bieg na 5000 metrów          | 1. miejsce  | 15:12,84 |
| 2013 | Mistrzostwa świata                        | Moskwa       | bieg na 1500 metrów          | eliminacje  | 4:12,97  |
| 2013 | Mistrzostwa świata                        | Moskwa       | bieg na 5000 metrów          | eliminacje  | 16:13,27 |
| 2013 | Igrzyska solidarności islamskiej          | Palembang    | bieg na 1500 metrów          | 3. miejsce  | 4:20,09  |
| 2013 | Igrzyska solidarności islamskiej          | Palembang    | bieg na 5000 metrów          | 2. miejsce  | 16:16,84 |
| 2014 | Halowe mistrzostwa Azji                   | Hangzhou     | bieg na 1500 metrów          | 2. miejsce  | 4:19,83  |
| 2014 | Halowe mistrzostwa Azji                   | Hangzhou     | bieg na 3000 metrów          | 2. miejsce  | 8:46,54  |
| 2014 | Halowe mistrzostwa świata                 | Sopot        | bieg na 3000 metrów          | 6. miejsce  | 9:04,06  |
| 2014 | Igrzyska azjatyckie                       | Inczon       | bieg na 1500 metrów          | 4. miejsce  | 4:16,88  |
| 2014 | Igrzyska azjatyckie                       | Inczon       | bieg na 5000 metrów          | 10. miejsce | 15:49,60 |
| 2015 | Mistrzostwa panarabskie                   | Manama       | bieg na 800 metrów           | 2. miejsce  | 2:07,20  |
| 2015 | Mistrzostwa panarabskie                   | Manama       | bieg na 1500 metrów          | 3. miejsce  | 5:22,99  |
| 2015 | Mistrzostwa Azji                          | Wuhan        | bieg na 1500 metrów          | 1. miejsce  | 4:29,39  |
| 2015 | Mistrzostwa Azji                          | Wuhan        | bieg na 5000 metrów          | 1. miejsce  | 15:25,15 |
| 2015 | Mistrzostwa świata                        | Pekin        | bieg na 1500 metrów          | półfinał    | 4:17,92  |
| 2015 | Mistrzostwa świata                        | Pekin        | bieg na 5000 metrów          | eliminacje  | 15:48,52 |
| 2016 | Halowe mistrzostwa Azji                   | Doha         | bieg na 1500 metrów          | 1. miejsce  | 4:21,65  |
| 2016 | Halowe mistrzostwa Azji                   | Doha         | bieg na 3000 metrów          | 1. miejsce  | 8:44,59  |
| 2016 | Halowe mistrzostwa świata                 | Portland     | bieg na 3000 metrów          | 8. miejsce  | 9:03,30  |

## Rekordy życiowe
- Bieg na 800 metrów – 2:09,57 (2011) rekord Zjednoczonych Emiratów Arabskich[1].
- Bieg na 1500 metrów – 4:03,70 (2016) rekord Zjednoczonych Emiratów Arabskich.
- Bieg na 1500 metrów (hala) – 4:08,79 (2014) rekord Zjednoczonych Emiratów Arabskich.
- Bieg na 3000 metrów (hala) – 8:44,59 (2016) rekord Zjednoczonych Emiratów Arabskich.
- Bieg na 5000 metrów – 15:12,84 (2013) rekord Zjednoczonych Emiratów Arabskich.